# 昭和橋停留場
昭和橋停留場（しょうわばしていりゅうじょう）は、北海道函館市堀川町にある函館市企業局交通部（函館市電）湯の川線の停留場である。駅番号はDY13。

## 歴史
- 1959年(昭和34年）11月1日 - 開業[4]。
- 2005年（平成17年）4月1日 - 停留場の改築が完了し、供用開始[5]。

## 構造
- 2面2線の相対式ホーム。
- 2005年に往線・復線共に上屋の付いたバリアフリー対応のホームに全面改良された[5]。往線（函館どつく・谷地頭方面）側には衝突防止用のラバーポール（ガイドポスト）も設置されている。

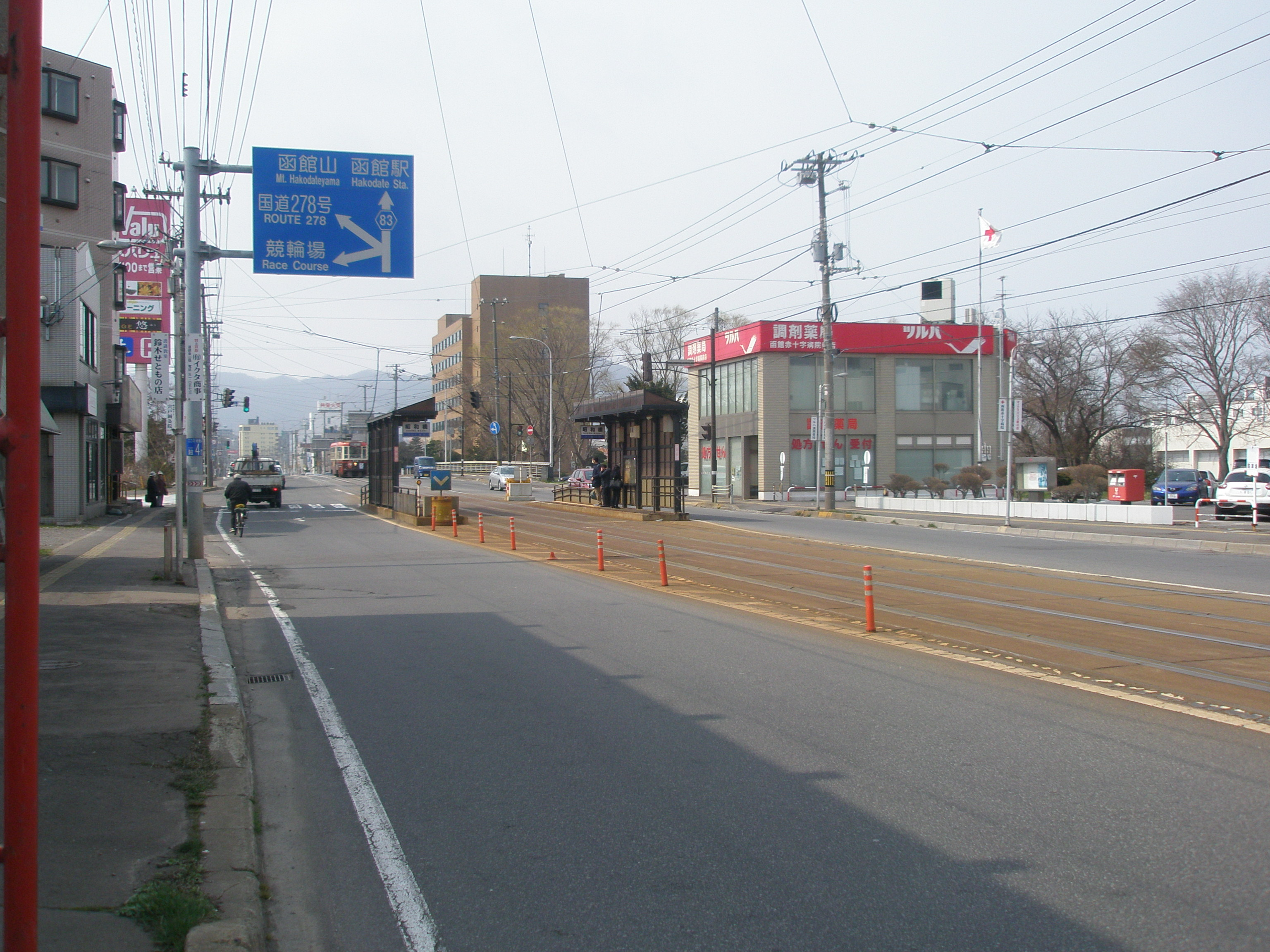
昭和橋停留場・往線乗り場側ラバーポール（ガイドポスト）の設置状況（2017年4月）

## 周辺
- 函館中央警察署新川交番
- 函館堀川郵便局
- 函館赤十字病院
- 北海道道83号函館南茅部線
- マックスバリュ堀川店
- 道南うみ街信用金庫本部
- 函館バス「昭和橋」停留所：市電 - 函館バス間の乗継指定停留所となっている[6][7]

## 隣の停留場
函館市企業局交通部
湯の川線
堀川町停留場 (DY12) - 昭和橋停留場 (DY13) - 千歳町停留場 (DY14)